# مدیر شبکه

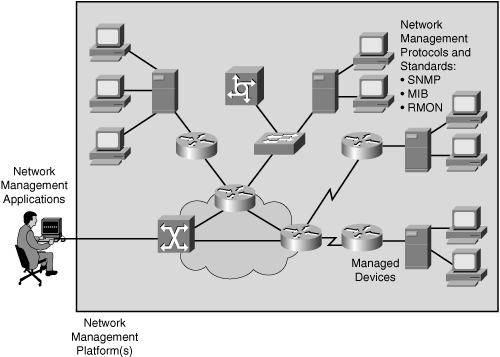
نشان دهنده وظایف و چارت مدیر شبکه میباشد

مدیر شبکه (به انگلیسی: Network Administrator) شخصی است که وظیفه نگهداری کردن از سخت‌افزار و نرم‌افزار رایانه‌هایی را دارد که یک شبکه رایانه‌ای را تشکیل می‌دهند. یک مدیر شبکه معمولاً از جمله پرسنل پشتیبانی سطح میانی محسوب می‌شود و معمولاً به طور مستقیم با کاربران رابطه ندارد. وظایف یک مدیر شبکه از مکانی به مکان دیگر متفاوت است و بستگی زیادی به اندازه سازمان یا شرکت دارد و در شرکت‌های کوچک و بزرگ معمولاً نقش‌های متفاوتی برای یک مدیر شبکه تعریف می‌شود. اما به طور کلی وظایف یک مدیر شبکه شامل اختصاص دادن یک آدرس شبکه به رایانه‌ها و دستگاه‌های موجود در شبکه، پیاده‌سازی کردن و مدیریت کردن پروتکل‌های مسیریابی همانند ISIS, OSPF, BGP, پیکربندی کردن جدول مسیریابی ایستگاه‌ها، بروزرسانی شبکه و ... می‌شود. همچنین مدیر شبکه ممکن است وظیفه تعدادی از سرویس‌های شبکه نظیر فایل سرورها، دروازه‌های شبکه خصوصی مجازی، سامانه کشف نفوذ یا ... را هم داشته باشد.